# Damascus (Ohio)
Damascus és una comunitat no incorporada i un lloc designat pel cens al sud-oest de Goshen Township al comtat de Mahoning i al nord-oest de Butler Township al comtat de Columbiana a l'estat nord-americà d'Ohio. D'acord al cens del 2010, tenia 443. La comunitat és a la intersecció de la ruta nord-americana 62 i les rutes estatals 173 i 534.
Damascus té una oficina de correus amb el codi postal número 44619. L'oficina de correus de Damascus obrí el 1828. La part del comtat de Mahoning de Damascus forma part de l'àrea metropolitana de Youngstown-Warren, mentre que la part del comtat de Columbiana forma part de l'àrea micropolitana de Salem.
Damascus va ser planificada el 1808. La comunitat deriva el seu nom de l'antiga ciutat de Damasc, Síria. Damascus fou construïda originalment principalment pels quàquers.